# 492 Gismonda
492 Gismonda
492 Gismonda là một tiểu hành tinh ở vành đai chính. Nó thuộc nhóm tiểu hành tinh Themis, được xếp loại tiểu hành tinh kiểu C, có bề mặt tối, và dường như được cấu tạo bằng vật liệu cacbonat nguyên thủy.
Tiểu hành tinh này do Max Wolf phát hiện ngày 3.9.1902 ở Heidelberg và được đặt theo tên Gismond, nữ anh hùng trong truyện dân gian Ý.